# Kill at Will
Albums de Ice Cube
AmeriKKKa's Most Wanted
(1990) Death Certificate
(1991)
Kill at Will est un EP d'Ice Cube, sorti le 1er juillet 1990.
L'album s'est classé 5e au Top R&B/Hip-Hop Albums et 34e au Billboard 200.
Les sept morceaux ont été ajoutés en titres bonus à l'édition remastérisée d'AmeriKKKa's Most Wanted en 2003.

## Liste des titres
| No | Titre                                                                    | Contient un (des) sample(s) de | Durée |
| -- | ------------------------------------------------------------------------ | --- | ----- |
| 1. | Endangered Species (Tales from the Darkside) (Remix) (featuring Chuck D) | Flash Light de Parliament Long Red de Mountain Funky Drummer de James Brown The Payback de James Brown Bring the Noise de Public Enemy Straight Outta Compton (Extended Version) de N.W.A | 4:10  |
| 2. | Jackin' for Beats                                                        | The Haunted House de Laura Olsher (Walt Disney Records Studio Group) Call Me D-Nice de D-Nice Tramp de Lowell Fulson Hector des Village Callers The Big Beat de Billy Squier It's a Man's Man's Man's World de James Brown Funky Drummer de James Brown Ashley's Roachclip des Soul Searchers Hip Hug-Her de Booker T. and the M.G.'s I Know You Got Soul de Bobby Byrd The Humpty Dance de Digital Underground Bop Gun (Endangered Species) de Parliament So Wat Cha Sayin' d'EPMD Heed the Word of the Brother du X-Clan Welcome to the Terrordome de Public Enemy Big Ole Butt de LL Cool J The Payback de James Brown 100 Miles and Runnin' de N.W.A Funky President de James Brown Rebel Without a Pause de Public Enemy Say It Loud, I'm Black and I'm Proud de James Brown | 2:57  |
| 3. | Get Off My Dick & Tell Yo' Bitch to Come Here (Remix)                    | Sneakin' in the Back de Tom Scott and The L.A. Express | 3:38  |
| 4. | The Product                                                              | You Can Make It if You Try de Sly & the Family Stone Pussyfooter de Jackie Robinson Jungle Boogie de Kool & The Gang Good Times de Kool & The Gang Illegal Search de LL Cool J | 3:35  |
| 5. | Dead Homiez                                                              | Do Like I Do de Smokey Robinson Rollin' Wit' the Lench Mob d'Ice Cube | 3:55  |
| 6. | JD's Gaffilin' (Part 2)                                                  | | 0:32  |
| 7. | I Gotta Say What Up!!!                                                   | Hyperbolicsyllabicsesquedalymistic d'Isaac Hayes | 3:08  |